# Gary Freeman
Gary C. Freeman (Boise, Idaho, 25 de julio de 1948) es un exjugador de baloncesto estadounidense que jugó una temporada en la NBA, para hacerlo posteriormente durante 5 años en la liga neerlandesa y retirarse en Bélgica. Con 2,05 metros de altura, lo hacía en la posición de alero.

## Trayectoria deportiva

### Universidad
Jugó durante cuatro temporadas con los Beavers de la Universidad Estatal de Oregón, en las que promedió 13,6 puntos y 8,3 rebotes por partido.

### Profesional
Fue elegido en la decimosexta posición del Draft de la NBA de 1970 por Milwaukee Bucks, donde compartió vestuario con Kareem Abdul-Jabbar y Oscar Robertson en una temporada en la que el equipo se hizo con su único anillo hasta la fecha, pero de donde fue traspasado a Cleveland Cavaliers a mitad de temporada a cambio de McCoy McLemore.
En los Cavs apenas jugó en 11 partidos, promediando unos escasos 1,4 puntos en los poco más de 4 minutos que tuvo por noche. Continuó su carrera en la liga neerlandesa, donde jugó en tres equipos diferentes durante 6 temporadas, para retirarse tras un año jugando en Bélgica.

## Estadísticas de su carrera en la NBA

### Temporada regular
| Temporada | Edad | Equipo              | Liga | P  | TIT | MIN | TC  | TCA | %TC  | 3P | 3PA | %3P | TL  | TLA | %TL  | R.OF. | R.DEF. | REB | ASIS | ROB | TAP | PER | FP  | PTS |
| 1970-71   | 22   | TOTAL               | NBA  | 52 |     | 7.3 | 1.3 | 2.6 | .515 |    |     |     | 0.6 | 0.8 | .725 |       |        | 2.0 | 0.7  |     |     |     | 1.3 | 3.2 |
| 1970-71   | 22   | Milwaukee Bucks     | NBA  | 41 |     | 8.2 | 1.5 | 3.0 | .508 |    |     |     | 0.7 | 0.9 | .737 |       |        | 2.4 | 0.8  |     |     |     | 1.5 | 3.7 |
| 1970-71   | 22   | Cleveland Cavaliers | NBA  | 11 |     | 4.3 | 0.6 | 1.1 | .583 |    |     |     | 0.1 | 0.2 | .500 |       |        | 0.7 | 0.4  |     |     |     | 0.4 | 1.4 |
| Total     |      |                     | NBA  | 52 |     | 7.3 | 1.3 | 2.6 | .515 |    |     |     | 0.6 | 0.8 | .725 |       |        | 2.0 | 0.7  |     |     |     | 1.3 | 3.2 |